# 이르민술
이르민술(고대 작센어: Irminsul)은 색슨인의 종교적 상징이다. 기둥 모양의 물건이라고 하는데, 그 정체가 무엇인지에 관해서는 수백 년 간 의견이 분분하다.

## 어원
게르만의 신 이르민은 이르민술의 이름 및 이르미노네인의 이름의 어원이 되었으며, 색슨인들의 민족신이거나 또는 반신일 것으로 생각된다. 또는 다른 신, 예컨대 보탄을 가리키는 이명이라는 설도 있다. 이명이라는 설에서는 초기에는 치우의 이명이었다가 나중에 게르만족의 대이동 시대에 보탄이 치우를 제치고 주신으로 격이 상승하면서 보탄의 이명이 되었다고 해석한다.
"이르민"의 노르드어 형태는 "요르문(고대 노르드어: Jǫrmunr)으로, 곧 "위대한, 거대한"이라는 뜻이다. 야코프 그림은 요르문그룬드(iǫrmungrund; 거대한 땅, 곧 지구), 요르문간드(iǫrmungandr; 거대한 뱀) 등의 표현을 예시로 들면서 고게르만족의 "이르민"이라는 이름을 노르드의 "요르문"과 결부시켰다.

## 출전

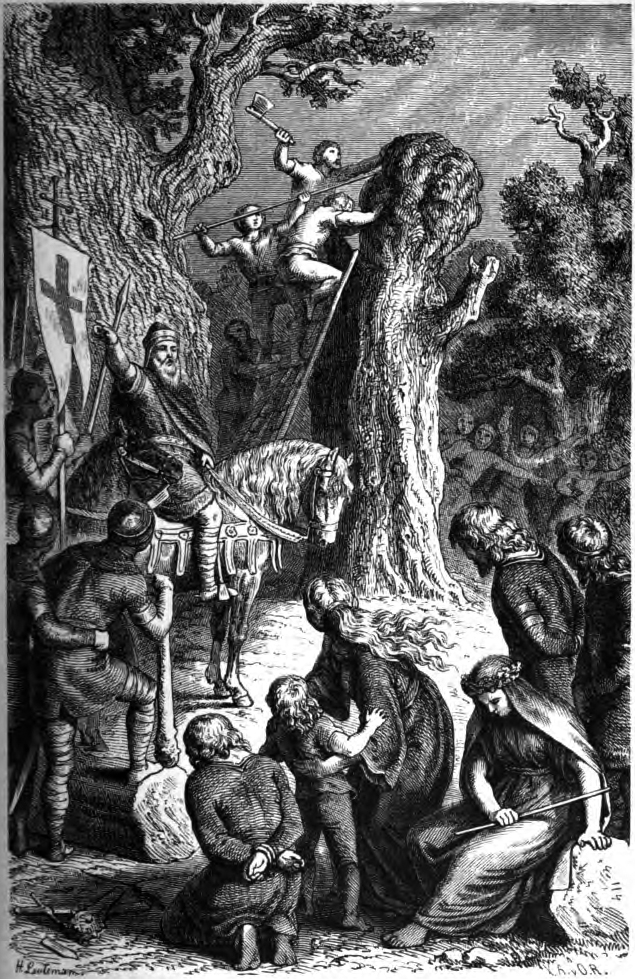
이르민술을 파괴하는 카롤루스. 하인리히 로이테만의 1882년 그림.

《프랑크 왕실 편년사》의 기원후 772년 부분을 보면, 색슨 전쟁 당시 카롤루스 1세가 색슨인의 종교 중심지인 이르민술을 파괴하라는 명령을 내린 것이 여러 차례 언급된다. 이르민술의 소재지는 오늘날의 독일 노르트라인베스트팔렌주 오버마르스베르크 근교라고 한다. 야코프 그림은 이르민술의 소재지가 오버마르스베르크에서 24 킬로미터 떨어진 토이토부르크 숲 속이며, 이 일대의 본래 지명인 "오스닝(Osning)"은 "성스러운 나무"라는 뜻이었을 것이라 주장했다.
베네딕도회 수도사 루돌프 폰 풀다는 《성 알렉산더의 기적》(De miraculis sancti Alexandri) 제3장에 이르민술에 대한 내용을 서술해 놓았다. 루돌프의 묘사에 따르면 이르민술은 하늘을 향해 치솟은 거대한 나무 기둥이었다고 하며, 이르민술이라는 이름은 천지 만물을 지탱하는 기둥이라는 뜻이라고 한다.
비두킨트 폰 코르바이의 《색슨인의 사적》(970년경 저술)에는 531년 색슨인 지도자 하두가토가 튀링기인에게 승리하고 승리의 신에게 바치는 제단을 세웠는데, 그 형상이 나무 기둥과 같았다고 쓰고 있다. 이 기둥 모양 제단이 이르민술이라고 해석되기도 한다.

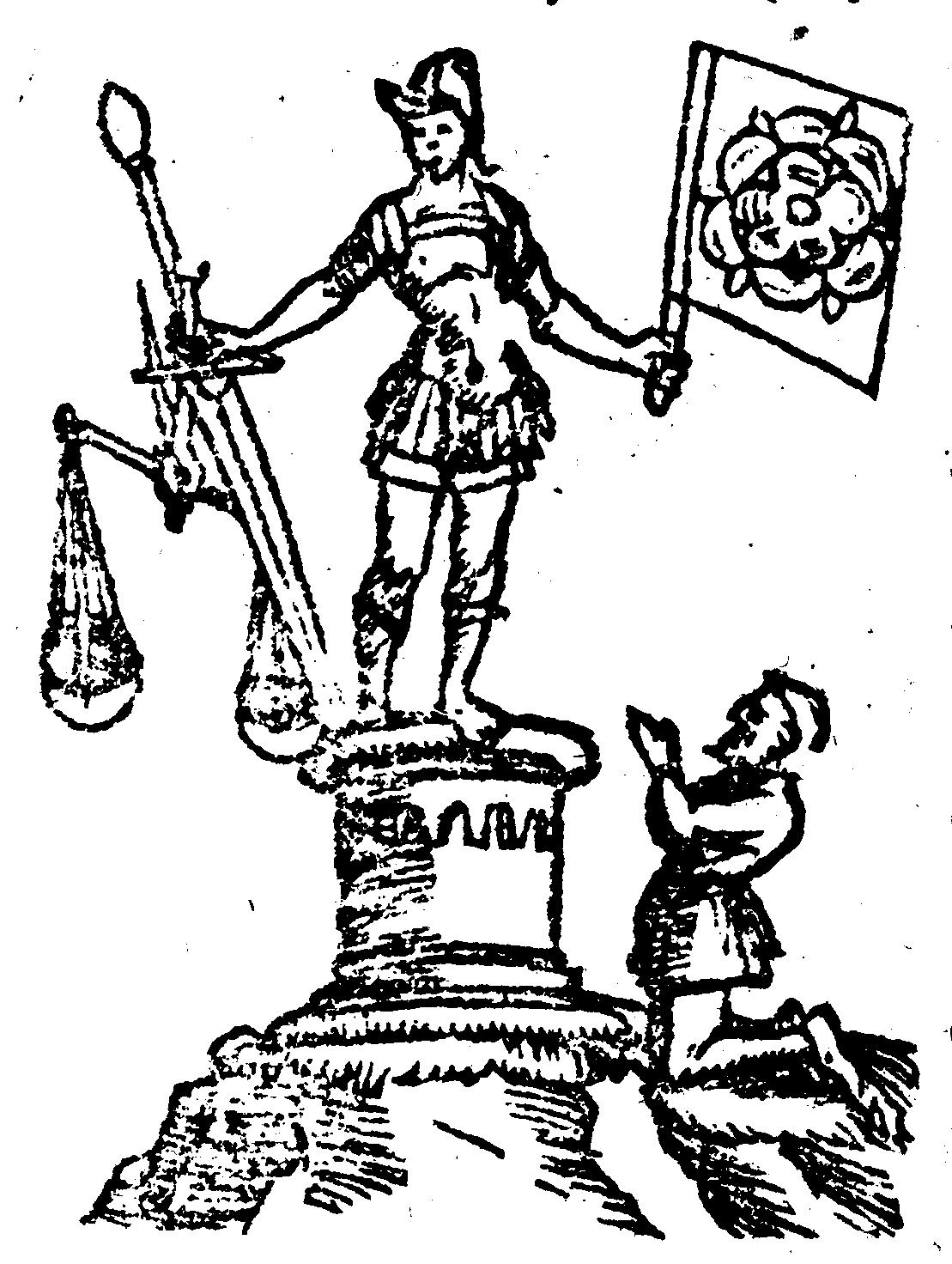
우상을 올려놓는 받침대로 해석된 이르민술.

루도비쿠스 1세 피우스의 치세인 9세기에 오버마르스베르크에서 돌기둥 하나가 발굴되어 히델스하임 대성당으로 옮겨졌다. 이 돌기둥은 19세기 말까지 촛대로 사용되었다고 한다. 히델스하임에서는 13세기까지도 기뻐하라의 주일(사순절 제4일요일) 다음 토요일에 카롤루스 대제의 이르민술 파괴를 기념하는 행사를 했는데, 이 행사는 대성당 앞 광장에 높이 6 피트의 기둥을 두 개 세우고 두 기둥 주위로는 높이 1 피트의 나무조각들을 둘러싸 마치 피라미드같은 모양을 만든 뒤 아이들이 막대기와 돌로 나무조각들을 두들겨 넘어뜨리는 식으로 진행되었다. 이 관습은 독일의 다른 지역들에서도 발견되는데, 할버슈타트에서는 기뻐하라의 주일 당일날 의전사제가 직접 나서서 거행했다고 한다.

## 해석
타키투스의 《게르마니아》에 보면 프리시인들의 땅에 "헤라클레스의 기둥들"이 있다는 언급이 있다. 타키투스는 이것이 정말 헤라클레스가 거기 간 적이 있어서 세워졌거나 또는 로마인들이 온갖 놀라운 것들을 모두 헤라클레스의 위업으로 돌려서 그런 이름이 붙은 것이리라 덧붙인다. 타키투스는 드루수스 게르마니쿠스가 게르만 부족들에 대한 정복전쟁을 수행할 때 이 기둥이 있는 곳까지는 이르지 못했고, 그 뒤로도 기둥이 있는 곳에 이르른 로마인은 없었다고 적고 있다. 이 "헤라클레스의 기둥들"과 후대에 기록된 이르민술 사이의 관계에 대한 가설들이 제기된 바 있다. 로마인들은 게르만의 토르를 헤라클레스와 종종 동일시(인테르프레타티오 로마나)하곤 했다.

## 같이 보기
- 독일유산학술협회
- 묠니르
- 롤랑
- 성림
- 웁살라의 영목
- 위그드라실